# Delphine de Blic
Delphine de Blic, née en 1973 à Toulouse, est une réalisatrice et documentariste française. Elle défend et soutient un cinéma engagé sur les questions de société et de défense des droits des femmes. Elle vit entre Toulouse et Johannesbourg.

## Biographie
Delphine de Blic est née en 1973, à Toulouse. Elle étudie la réalisation de films à l'École nationale supérieure Louis-Lumière, à Lyon. Elle réalise des documentaires sur la danse contemporaine ou des créations contemporaines. En 2000, elle passe six mois à photographier un groupe de Gitans dans le Sud de l’Inde et réalise la série photographique Kuravas, peuple gitan.
En 2003, elle réalise La trace vermillon, un film autobiographique. Elle dresse le portrait de sa mère. Celle-ci a fait le choix de se consacrer entièrement à une mission humanitaire en Inde. Ses enfants grandissent loin d'elle en France. En 2005-2007, Delphine de Blic est étudiante au Fresnoy. En 2006, elle réalise Tout entière dans le paysage. Ce film est une enquête sur les femmes internées dans les différents camps, au Sud de la France pendant la Seconde Guerre mondiale. En 2007, elle signe une création vidéo pour Messe un jour ordinaire du compositeur Bernard Cavanna.
Depuis les années 2010, elle partage sa vie entre le France et l'Afrique du Sud. À Johannesbourg, elle anime un atelier de cinéma avec les jeunes de Kliptown à Soweto. Elle crée avec eux le collectif Eat My Dust Project. En 2012, celui-ci réalise Energy means power, un documentaire sur le quartier de Kliptown, qui n'a accès ni à l'eau ni à l'électricité.
En 2021, elle fonde, avec Justine Bourgade, Mata-mata films, une société pour produire et diffuser des films engagés dans une démarche paritaire et sociale. Un pourcentage des gains est reversé à des associations de défense du droit des femmes.

## Documentaires
- La Trace vermillon, 82 min, 2003
- Tout entière dans le paysage, 58 min, 2006
- Messe un jour ordinaire, 2007
- La Peau sur la table, 89 minutes, 2010
- Energy means power, collectif Eat My Dust Project, 12 min, 2012
- Le Caillou dans la chaussure, 59 min, 2016

## Prix
- Prix Sacem du documentaire musical pour La Peau sur la table[2]